# Slavery by Another Name

Slavery by Another Name est un film documentaire américain écrit et réalisé par Sam Pollard en 2012, basé sur le livre Slavery by Another Name: The Re-Enslavement of Black Americans from the Civil War to World War II de Douglas A. Blackmon (en), Prix Pulitzer (essai) en 2009.
Il a été présenté au Festival de Sundance 2012.

## Synopsis
Le film traite de la façon dont l'esclavage perdure aux États-Unis par de nombreuses manières, et ce malgré sa « supposée » abolition il y a plusieurs décennies.

## Fiche technique
- Titre : Slavery by Another Name
- Réalisation : Sam Pollard
- Scénario : Sheila Curran Bernard
- Production : Catherine Allan
- Genre : film documentaire
- Langue : anglais
- Durée : 90 minutes
- Pays d'origine : États-Unis
- Dates de sortie :
  -  Festival de Sundance 2012 : 20 janvier 2012
  -  États-Unis : 5 octobre 2012

## Distribution
- Laurence Fishburne (narrateur)